# Malina (mitologia)
Malina é uma deidade solar na mitologia inuit. Ela geralmente é achada nas lendas da Groenlândia. Lendas sobre Malina a unem de perto com a deidade lunar Igaluk, o irmão dela. Malina constantemente está fugindo de Igaluk como o resultado de relações sexuais entre os dois (lendas variam sobre a causa). a perseguição constante deles é a explicação tradicional para o movimento do sol e lua pelo céu.  

## História
A lenda conta que Malina era desejado pelo próprio irmão, Igaluk, e a violentou durante uma noite, protegendo sua identidade na escuridão. Na noite seguinte repetiu o ato, só que desta vez Malina conseguiu marcar seu agressor. Para sua surpresa descobriu ser seu próprio irmão. Cortou então seus seios e os ofereceu para Igaluk comer. Malina então fugiu carregando uma tocha sendo perseguida por Igaluk. Os dois correram tão rápido que acabaram ascendendo aos céus onde ela se tornou o Sol e ele, a Lua.